# Operador vectorial
S'anomena operador vectorial un tipus d'operador diferencial utilitzat en el càlcul vectorial. Els operadors vectorials es defineixen en termes de l'operador nabla, i són el gradient, la divergència i el rotacional:
{\displaystyle \operatorname {grad} \equiv \nabla }
{\displaystyle \operatorname {div} \ \equiv \nabla \cdot }
{\displaystyle \operatorname {rot} \equiv \nabla \times }
El Laplacià és
{\displaystyle \nabla ^{2}\equiv \operatorname {div} \ \operatorname {grad} \equiv \nabla \cdot \nabla }
Els operadors vectorials han d'anar sempre davant del camp escalar o del camp vectorial al qual operen, per tal de produir el resultat. Per exemple
{\displaystyle \nabla f}
és el gradient de f, però
{\displaystyle f\nabla }
és un altre operador vectorial, que no opera enlloc.
Un operador vectorial també pot operar en un altre operador vectorial, per produir un operador vectorial compost, com ja s'ha vist a sobre en el cas del Laplacià.